# 拾遺愚草

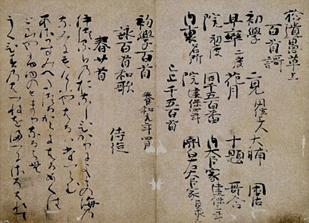
自筆本拾遺愚草

拾遺愚草（しゅういぐそう）は、藤原定家による鎌倉時代の自撰歌集。国宝に指定されている。中世以前の歌人の自撰・自筆の歌集としては日本で唯一のものである。1216年に3巻が成立し、1233年までに増補が行われた。およそ3830首を収録している。正編3巻、続編『拾遺愚草員外』1巻、計4巻。六家集の一集。自筆本は京都市の冷泉家時雨亭文庫に所蔵。